# Anjouan
Anjouan, también conocida como Ndzuwani o Nzwani, es una isla en las Comoras, la misma posee 424 km² y está localizada en el océano Índico. Su capital es Mutsamudu y su población en 2017 era de 327.382 habitantes.

## Historia
En 1500 se estableció el sultanato de Ndzuwani que abarcó toda la isla. Pasó bajo protección de Francia en 1866, siendo anexado completamente a Francia en 1912 y el sultanato abolido. Se unió a las República Federal Islámica de las Comoras (actualmente Unión de las Comoras) cuando ésta se independizó en 1975. 
En 1997, las islas de Anjouan y Mohéli declararon temporalmente su independencia de Comoras, produciéndose violentos enfrentamientos en los que rechazaron las tropas gubernamentales causando decenas de muertos. El 26 de marzo de 2008 se produjo un asalto anfibio liderado por el Ejército de Comoras respaldados por las fuerzas de la Unión Africana, que incluían tropas de Sudán, Senegal y Tanzania y apoyo logístico de Libia y Francia.

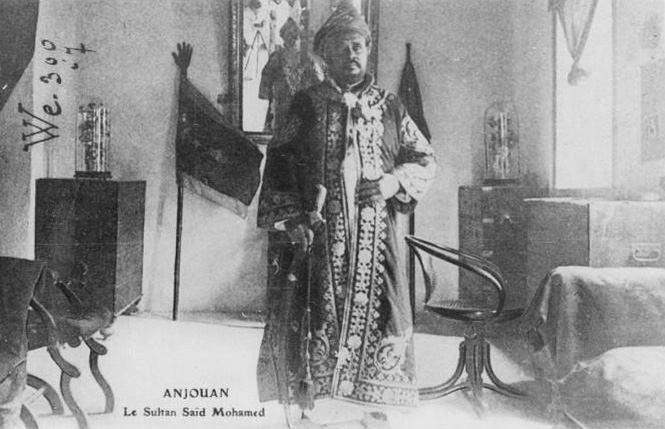
El sultán Saïd Mohamed en la isla alrededor de 1928

### Historia temprana
Los primeros vestigios de asentamientos humanos en el archipiélago de las Comoras se remontan a la Edad Media, y los arqueólogos aún no se ponen de acuerdo sobre si los primeros habitantes de Anjouan eran malgaches o africanos continentales, pero en cualquier caso, estas dos poblaciones se encontraron y mezclaron en estas islas. Asimismo, la llegada del Islam sigue siendo discutida, y se data, según los expertos, entre los siglos VII y XIII.
Alrededor del año 1500 se fundó el sultanato de Ndzuwani, que abarcaba toda la isla y dejó archivos útiles para los historiadores. A partir del siglo XVI, el archipiélago de las Comoras ocupaba una posición estratégica en las rutas comerciales marítimas que unían Europa con Oriente pasando por África: Los navegantes europeos de la época recomendaban a los barcos que se dirigían a la India hacer una escala atlántica en Cabo Verde en primavera y una escala india en las Comoras en septiembre, para aprovechar las corrientes monzónicas; la isla de Anjouan se consideraba la más segura para los barcos, ya que una de sus tres costas estaba siempre protegida del viento.
Esta situación convirtió a Mutsamudu en el principal puerto comercial de la región durante varios siglos y a Anjouan en la isla más rica y poderosa del archipiélago, lo que propició una prosperidad sin precedentes que permitió al sultán extender sus ambiciones a las demás islas, ambición que nunca llegó a concretarse y que se vio frustrada en el este por las pretensiones de los reyes malgaches.
Los siglos XVII y XVIII fueron un periodo especialmente próspero para las Comoras, idealmente situadas en una floreciente ruta comercial entre Europa y lo que se convirtió en el imperio omaní. Sin embargo, la rivalidad entre sultanes hizo que las Comoras nunca se convirtieran en un país unido, capaz de hacer frente a las amenazas externas, lo que hizo que esta prosperidad fuera precaria.
La isla, visitada principalmente por marineros portugueses, empezó a ser más conocida en Francia a partir del siglo XVIII. Así, en 1751, la Enciclopedia de Diderot y d'Alembert le dedicó una breve nota: "ANJOUAN o AMIVAN, (Geog. mod.) una isla bastante pequeña de África, en el océano Etíope; es una de las de Comoras o Maiotte, entre la isla de Madagascar y la costa de Zanguebar ".

### Colonización francesa
En 1885 finalizó la Conferencia de Berlín, en la que las potencias coloniales europeas acordaron el reparto de sus influencias mutuas en el mundo, y en particular en África. Francia ya era propietaria de Mayotte desde 1841, así como de varios puestos comerciales malgaches, y los empresarios franceses ya estaban establecidos en Anjouan: las tres islas comoranas se convirtieron así en un protectorado francés en 1886. Aunque Anjouan había sido durante mucho tiempo la isla más poderosa del archipiélago, el dominio recayó en Mayotte, más desarrollada y occidentalizada en ese momento, y Anjouan se encontró a la sombra de Mayotte y Grande Comore, cuyo potencial agrícola e industrial se consideraba más importante.
En 1891, una revuelta de campesinos pobres y trabajadores industriales amenazó seriamente la dominación francesa de la isla, y los franceses la evacuaron antes de recuperarla a costa de una expedición militar. El 25 de julio de 1912, las islas del archipiélago de las Comoras, antes conocidas como "Mayotte y sus dependencias", de las que formaba parte Anjouan, fueron anexionadas a la colonia de Madagascar. En esa época, Francia creó las principales infraestructuras (carreteras, puertos, administraciones, etc.) y estableció cultivos de exportación, como la vainilla y el ylang-ylang.
Con el avance de la independencia malgache en la inmediata posguerra, el archipiélago de las Comoras pasó a formar parte del territorio de ultramar de las Comoras en 1946. Allí se desarrollaron a su vez movimientos independentistas, apoyados por la Unión Soviética.

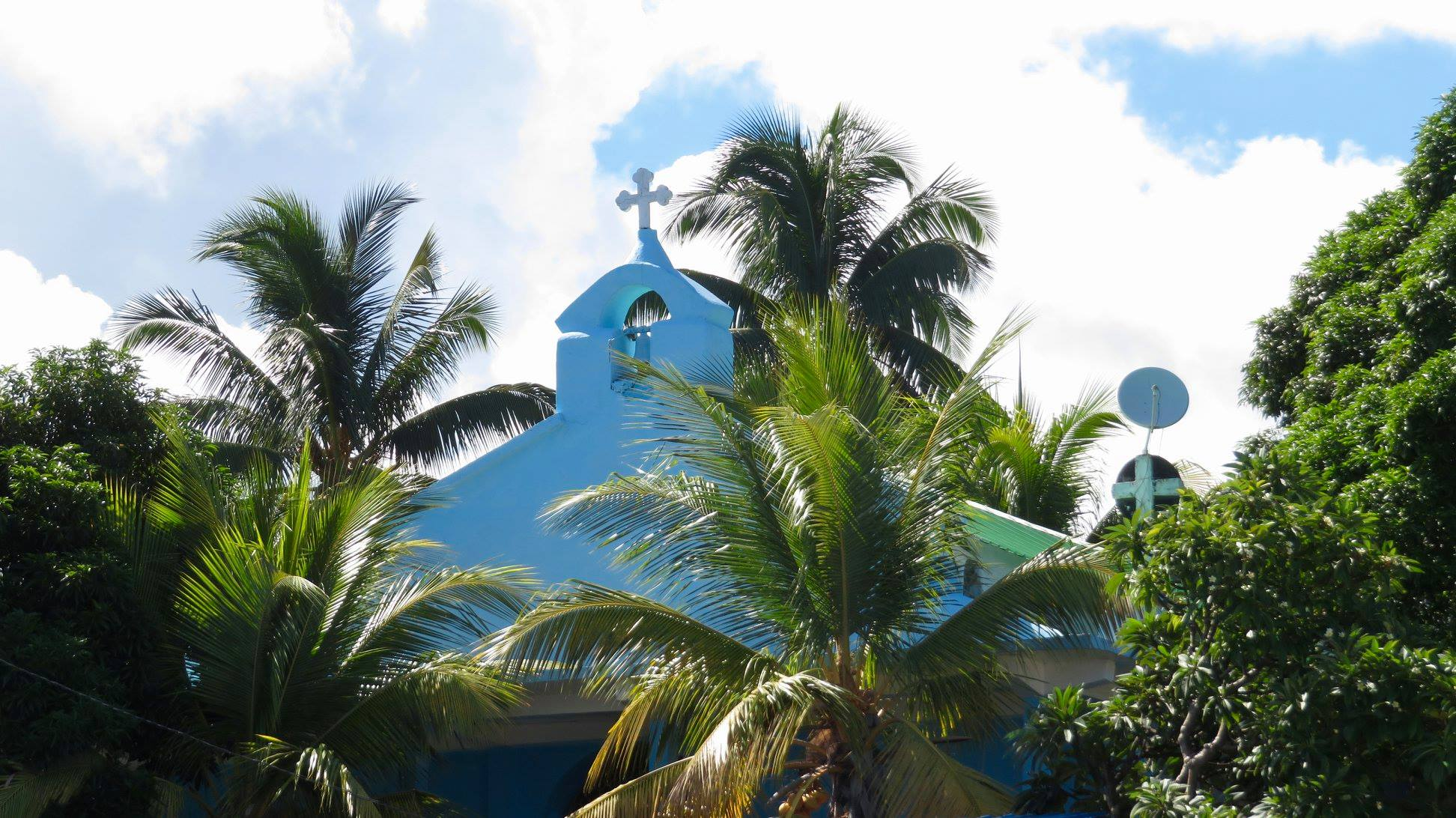
Iglesia en Anjouan, el cristianismo fue traído a la Isla por los franceses

### Integración a las Comoras
En el referéndum del 22 de diciembre de 1974, Anjouan optó por la independencia de Francia (al igual que Moheli y Grande Comore), pero a diferencia de Mayotte que rechazado la integración en el nuevo Estado comorano. En 1974, los anjouaneses votaron en un 99,5% contra el mantenimiento del estatuto de TOM de la República Francesa (42 votos a favor).
La capital del Estado comorano se establecido en Moroni, en Gran Comora, completando la marginación de Anjouan, que en su día fue el principal poder local del archipiélago.
Desde la independencia, el archipiélago ha sufrido muchos problemas y no ha conseguido encontrar el camino de la democracia plena. Ha sido objeto de golpes de Estado violentos y tomas de posesión expeditivas, apoyadas en ocasiones por mercenarios como el francés Bob Denard, que posteriormente fue detenido y condenado por Francia.

### Primera crisis separatista (1997-2002)
En 1997, las islas de Anjouan y Moheli declararon unilateralmente su independencia de la República Federal Islámica de las Comoras y quisieron adscribirse a Francia, pero ésta se negó a reincorporarlas. Este intento de secesión provocó un embargo por parte de la RFIC y la Organización de la Unidad Africana (OUA). Mientras que en 1998, bajo los auspicios de la OUA, Moheli volvió a aceptar la autoridad de Moroni, Anjouan siguió negándose.
El poder en la isla pasó a manos de un triunvirato presidido por el foundi ("el maestro") Abdallah Ibrahim, de 80 años, que no hablaba francés, Said Abeid Abdérémane, coordinador nacional, y Mohamed Bacar. El gobierno central intentó entonces recuperar su autoridad por la fuerza, pero fracasó, tanto militar como políticamente. En 1999, Abdallah Ibrahim dimitió y cedió el poder a Abeid, el Coordinador Nacional. El 9 de agosto de 2001, Abeid fue derrocado por un golpe de Estado de la gendarmería en favor de Bacar.
Bacar inició entonces un largo proceso político de reconciliación con Azali Assoumani después de que éste tomara el poder en Gran Comora para crear una nueva entidad, la Unión de las Comoras, en la que las islas gozan de una gran autonomía. Bacar se libró de varios golpes de Estado, incluido uno dirigido por Abeid.
Todos los años, muchos comoranos de Anjouan, Grande Comore y Moheli intentan, con cierta indiferencia internacional, llegar a Mayotte en embarcaciones improvisadas, las kwassa-kwassa, lo que provoca la muerte de muchos náufragos: entre 100 y 200 cada año. Este cambio de opinión entre los comoranos se explica por la gran miseria que viven sus islas y por la envidiable situación de su pequeño vecino, Mayotte.
Por su parte, Mayotte acoge a los exiliados a pesar de que su población crece muy rápidamente. La población de Mayotte - 190.000 habitantes a finales de 2007 - está compuesta en un 30% por refugiados de Anjouan. Esta situación plantea graves problemas demográficos y sociales que amenazan el futuro y la estabilidad económica de la isla, donde el control de la natalidad choca con los tabúes de una población predominantemente musulmana.
Además, Francia deseaba el restablecimiento de la paz civil en Anjouan, para facilitar el rápido regreso de los exiliados. La Unión de las Comoras siguió siendo frágil, pero tanto Francia como la Unión Africana, así como las poblaciones de Mayotte y Anjouan, continuaron buscando una normalización de la situación.
Tras la creación de la Unión, las islas se reunificaron con Comoras en 2002 y una nueva constitución de la Unión de las Comoras ordenó la elección de un Presidente de Anjouan junto con los presidentes de las otras dos islas autónomas y un Presidente de la Unión. Bacar fue elegido para un mandato de 5 años como Presidente de la isla de Anjouan. Su mandato expiró el 14 de abril de 2007 y el presidente de la asamblea, Houmadi Caambi, se convirtió en presidente en funciones desde el 15 de abril hasta que fue derrocado por las fuerzas leales a Bacar el 10 de mayo.
Se celebraron conversaciones de paz entre los gobiernos de Comoras y Anjouan en las que acordaron celebrar elecciones libres a las que se presentaría Mohamed Bacar.

### Segunda crisis separatista (2007-2008)
Los soldados leales a Mohamed Bacar tomaron el control de la capital de Anjouan en mayo de 2007. Bacar, que fue nombrado presidente de Anjouan por primera vez en 2002, y este buscó de nuevo la independencia de la isla.
El 10 de junio de 2007, Mohamed Bacar fue reelegido en la primera vuelta de las elecciones presidenciales de Anjouan. El gobierno de la Unión de las Comoras, que había ordenado el aplazamiento, considera que las elecciones se celebraron en la "más absoluta ilegalidad" y que no son reconocidas por la Unión Africana (UA). Sólo Sudáfrica intervino diplomáticamente para evitar una intervención militar de la UA. Después de que el presidente de la UA anunciara el 31 de enero de 2008 su intención de intervenir "sin demora para restablecer la integridad del Estado comorano", el coronel Bacar rechazó el 28 de febrero de 2008 las propuestas de la mediación internacional de exiliarse o entregarse.

Mapa de la Invasión a Anjouan en 2008

En marzo de 2008, se  llevaron a cabo los preparativos para una intervención militar por parte del ejército nacional, con el apoyo de las fuerzas de varias naciones de la Unión Africana (Sudán, Tanzania, Libia, Senegal) y la ayuda logística de Francia. El 15 de marzo tuvo lugar la primera operación y un informe, no confirmado desde entonces, dice que varias docenas de personas murieron en la rebelión.
El 23 de marzo de 2008, el presidente de las Comoras anunció que había autorizado al ejército del país, apoyado por la Unión Africana, a lanzar un asalto a la isla de Anjouan. "Anoche di la orden al ejército nacional de unir fuerzas con la Unión Africana para restablecer la legalidad republicana en Anjouan", dijo Ahmed Abdallah Sambi en un discurso transmitido en directo. "En las próximas horas o días, Anjouan será liberado por la fuerza o, espero, los rebeldes se rendirán para evitar un enfrentamiento. El desembarco tuvo lugar el 25 de marzo de 2008; la capital cayó ese día y el coronel Bacar huyó. Tras llegar con algunos soldados a la isla de Mayotte, pidió asilo político a Francia, que, tras estudiar el caso, rechazó su petición en diciembre. Finalmente obtuvo asilo político en Benín. Un año después del conflicto, soldados anjouaneses seguían detenidos sin juicio en la prisión de Kandani.

## Gobierno y política
La Asamblea Legislativa de la isla autónoma de Anjouan tiene 25 escaños.
El coronel Mohamed Bacar fue elegido en 2002 como presidente de Anjouan. Su reelección en 2007 fue impugnada y declarada ilegal por el gobierno de las Comoras. Tras la intervención militar de la Unión Africana, se organizaron elecciones presidenciales los días 15 y 29 de junio de 2008, que ganó Moussa Toybou, estrecho colaborador del presidente de la Unión, Ahmed Abdallah Sambi, frente a Mohamed Djaanfari, con un 52% de los votos. En 2009, el título de presidente fue sustituido por el de gobernador, elegido por cinco años. Desde el 23 de mayo de 2019, el cargo lo ocupa Anissi Chamsidine.

### Presidentes de Anjouan
- Foundi Abdallah Ibrahim (1997-1999)
- Said Abeid (1999-2001)
- Mohamed Bacar (2001-2007)
- Kaambi Houmadi (2007) (temporalmente)
- Dhoihirou Halidi (2007) (durante la secesión)
- Mohamed Bacar (2007-2008) (durante la secesión)
- Ikililou Dhoinine (2008) (temporalmente)
- Lailizamane Abdou Cheik (2008) (temporalmente)
- Moussa Toybou (desde 2008)

### Defensa
Anjouan invirtió mucho en su seguridad nacional bajo el mandato de Mohamed Bacar. Los principales componentes eran la Gendarmería, comandada por el comandante Abdou, el hermano menor de Bacar. Una milicia del tamaño de un batallón de aproximadamente 500 personas respaldaba a la Gendarmería. Desde el desalojo de Bacar en marzo de 2008, las fuerzas de defensa locales están dirigidas por el Gobierno de la Unión de las Comoras.

## Geografía
La Isla de Anjouan dispone de una superficie estimada en 424 kilómetros cuadrados, por lo que posee un tamaño similar al de Seychelles, Curazao, o Barbados.

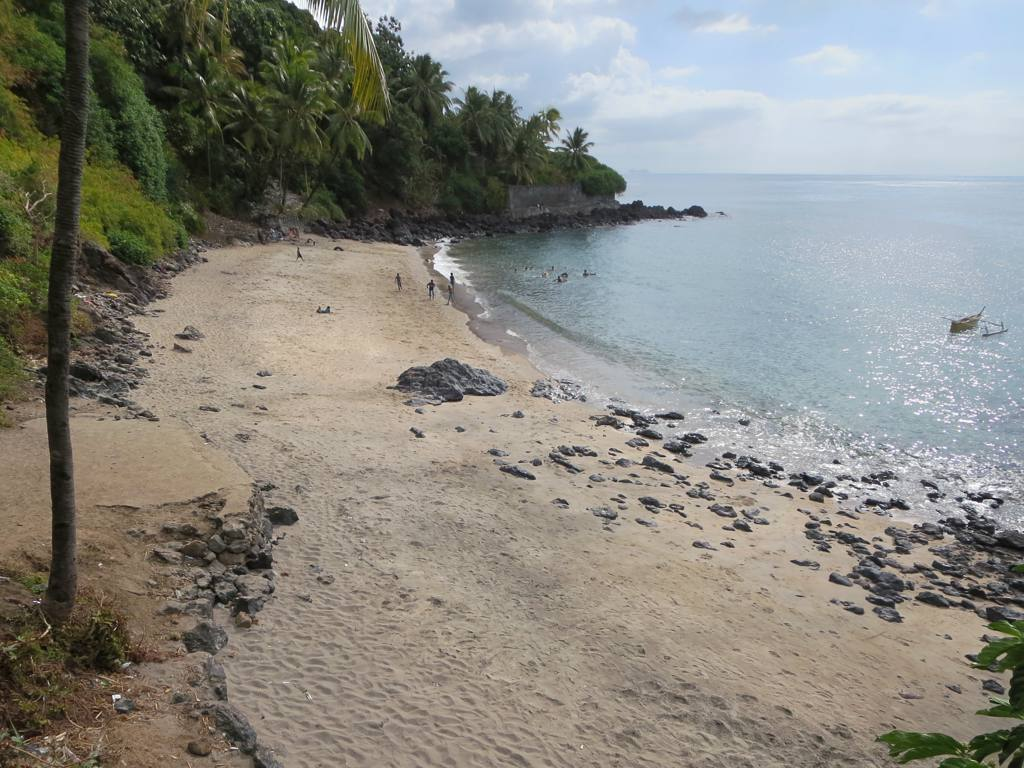
Playa en la Isla de Anjouan

### Clima
La isla de Anjouan está situada en la parte oriental del archipiélago y tiene un clima tropical con alternancia de estaciones y tendencia a la humedad. Por ello, las precipitaciones son abundantes a lo largo del año. En cuanto a la temperatura, varía entre 18 y unos 30 grados a lo largo del año.

### Divisiones administrativas
El territorio de la isla de Anjouan está dividido en municipios (Ley n.º 11-006/AU de 2 de mayo de 2011, promulgada el 21 de julio de 2011). A efectos administrativos, los municipios se agrupan en prefecturas y se dividen de la siguiente manera:
- Prefectura de Mutsamudu, capital Mutsamudu, 4 municipios: Mutsamudu, Mirontsy, Bandrani ya Chirokamba, Bandrani ya Mtsangani.
- Prefectura de Ouani, ciudad principal: Ouani, 3 municipios: Ouani, Bazimini, Mbambao Mtrouni (Tsembéhou).
- Prefectura de Domoni, ciudad principal: Domoni, 5 municipios: Domoni, Nganzalé, Koni, Mbambao Mtsanga, Jimlimé.
- Prefectura de Mrémani, ciudad principal: Mrémani, 5 municipios: Adda, Mrémani, Ongojou, Chaouéni, Mramani.
- Prefectura de Sima, ciudad principal Sima, 3 municipios: Sima, Vouani, Moya.

## Demografía

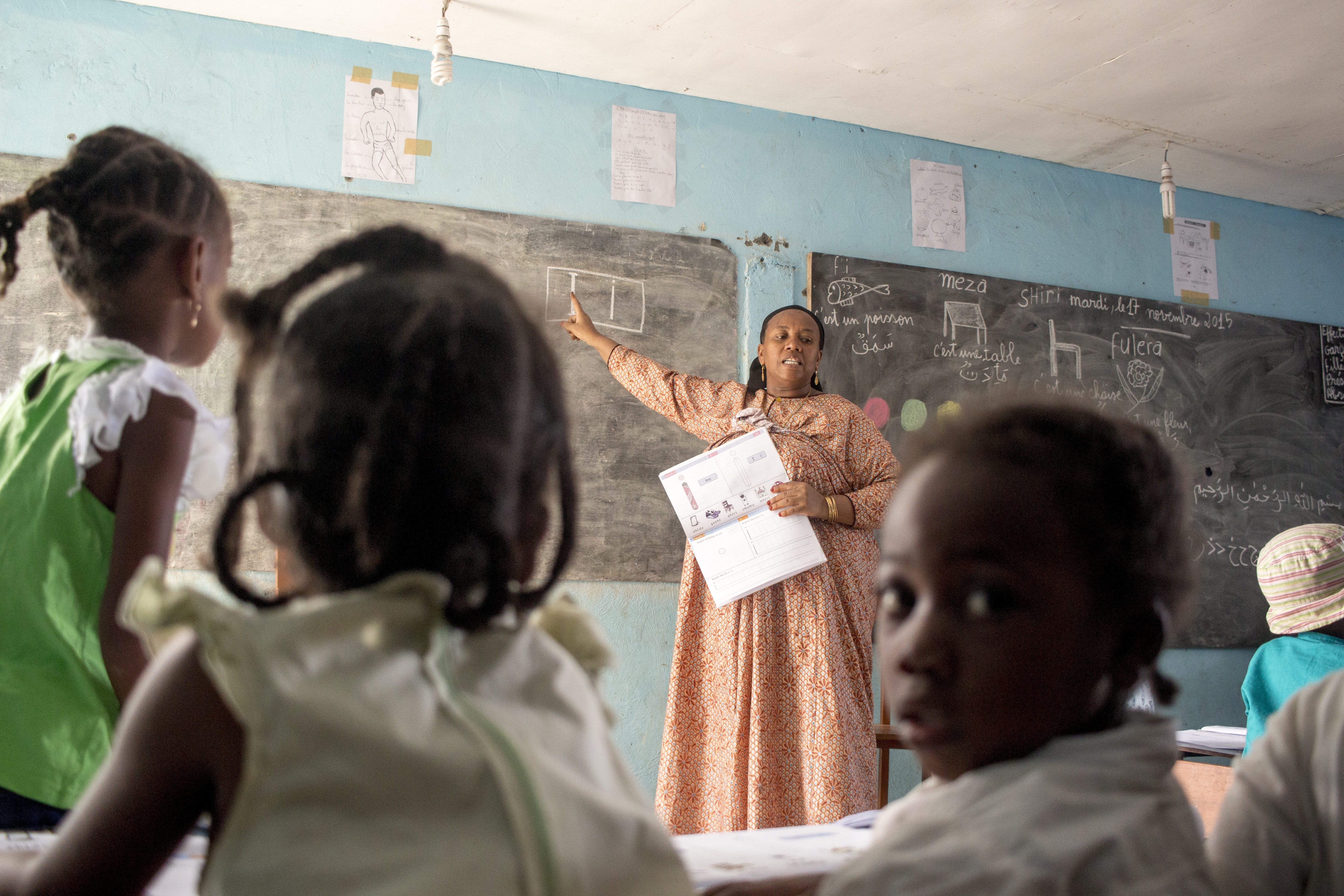
Una profesora de preescolar enseñando Shindzuwani, el idioma local, comúnmente también se enseña francés y árabe

Africanos continentales, criollos, árabes, malayos-polinesios, antalotes y shirazis componen la población de Anjouan. La religión principal es el Islam en su variante suní. Aunque la isla cuenta con un gran número de mezquitas, la observancia religiosa no es tan estricta como en muchos otros países que observan el Islam.  Existe además una pequeña comunidad cristiana en su mayoría católicos.

### Idioma
Los habitantes de Anjouan hablan shindzuani, un dialecto del comorense. Aunque comparten las mismas estructuras gramaticales, el shindzuani varía mucho del dialecto de la isla capital, Shingazija, y los lingüistas han debatido si deben considerarse realmente la misma lengua. Las escuelas públicas y las funciones gubernamentales se llevan a cabo en francés, pero en la vida cotidiana se habla casi exclusivamente shindzuani. Además, muchos habitantes de Anjouan están bastante familiarizados con el árabe gracias a las clases de lengua y a la lectura del Corán desde una edad temprana. No es raro que los estudiantes asistan a la escuela coránica además de su escolarización normal.

### Centros poblados

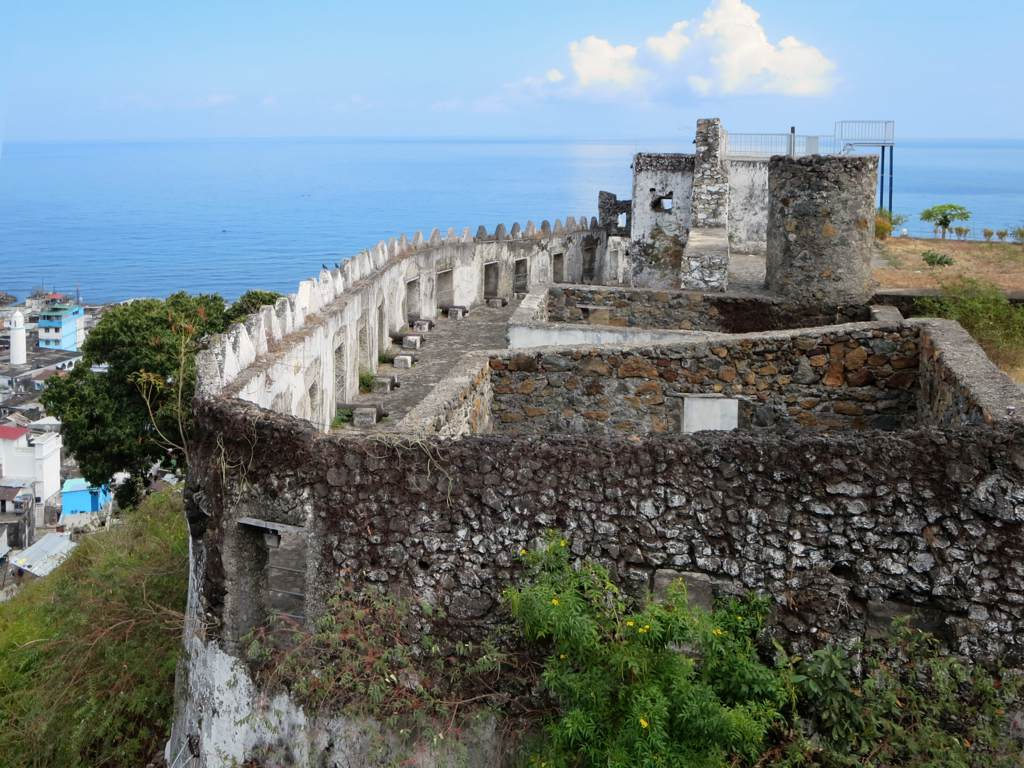
Ciudadela de Mutsamudu en la Capital de la Isla

| - Akibani - Adda Daouéni - Antsahé - Assimpao - Bada Kouni - Bambao Lamtsanga - Bandrani Mtsangani - Bandrani-Chirokamba - Bandajou-Bandani - Badani ya Mawéni - Badani ya Vouani (Dar-es-Salam) - Bazimini - Bimbini - Chandra - Domoni - Drini-Ongoni - Hada - Hadongo - Hajoho - Jéjé - Jimlimé | - Kangani - Koni - Koki - Kowé - Liwara - Ligoni - Mirontsy - Mjamawe - Moya - Maweni - Mrémani - Mramani - Mutsamudu, capitale - Nyoumakele - Ouani - Ongoni-Marahani - Patsy - Sima - Tsembéhou - Vouani |

## Economía
La isla de Anjouan es la principal zona de producción agrícola del archipiélago. Los principales recursos en divisas son la vainilla, el ylang-ylang y el clavo, estos dos últimos cosechados principalmente en la isla. La producción de frutas y verduras también es importante y se exporta a Mayotte. También se cultiva algo de arroz, pero no lo suficiente como para ser autosuficiente. Por otro lado, el consumo de productos exóticos (harina, arroz, patatas, etc.) ha desestabilizado la producción.
La isla alberga el puerto de aguas profundas de Mutsamudu y la escuela de pesca. Tiene grandes playas de arena negra y muy poca arena blanca, por lo que el turismo es confidencial.
Anjouan está comunicado por aire gracias al aeródromo de Anjouan-Ouani.
El hospital regional de Anjouan se encuentra en Hombo, al igual que la residencia oficial del jefe de Estado en la isla.

### Turismo

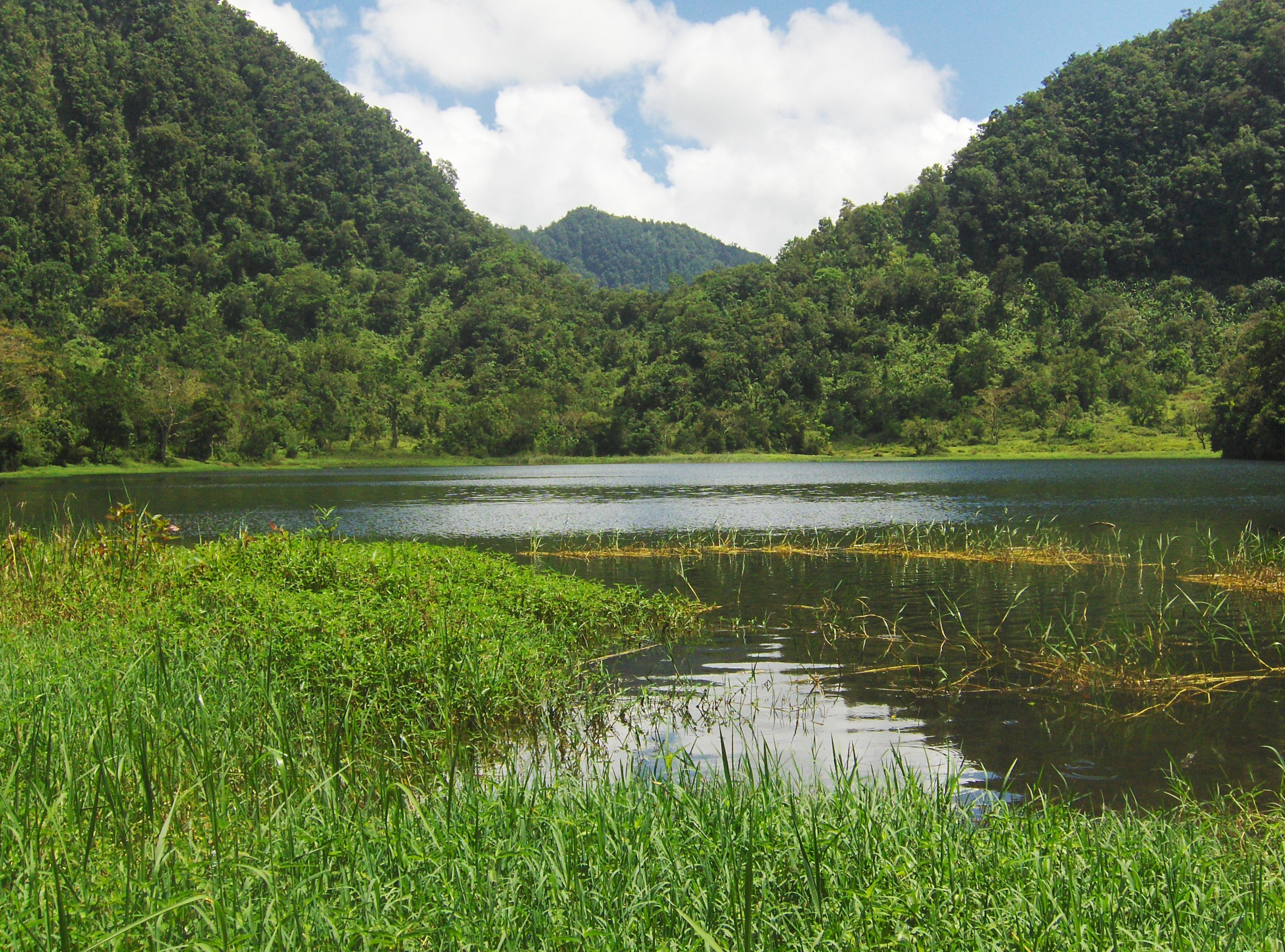
Lago dzialandze, Anjouan

- La ciudadela de Mutsamudu, el mercado de la ciudad
- El mausoleo del presidente Ahmed Abdallah en Domoni
- Parque del Monte Ntringui, que incluye el lago Dzialandze y el Monte Ntringui
- La región de Sima, donde hay numerosas granjas que producen las plantas de perfume que dan a las islas Comores su apodo.
- Las cataratas de Tratringa en Bambao Mtrouni y el río del mismo nombre.
- La playa de Moya y el puerto del mismo nombre que los niños bajan en cajas de jabón.
- El río Jomani y el cabo Mangeat a la entrada de Domoni.
- La cascada Tratringua en Ongoni-Marahani
- El muro de Momoni (uhura wa muji) en Domoni

### Sistema bancario
Como parte de la Unión de las Comoras, el sistema bancario de Anjouan está regulado por el Banco Central de las Comoras, creado en 1981. Anjouan, en virtud del Reglamento de Bancos y Establecimientos Comparables de 1999, autorizó a más de 300 bancos offshore. Todos los bancos ficticios y otras entidades están ubicados en el extranjero y no tienen presencia permanente en las Comoras. Anjouan vendió el derecho a emitir licencias bancarias y delegó la mayor parte de su autoridad para operar y regular el negocio offshore a partes privadas no domiciliadas en Comoras.
En 2002, tras el reingreso de Anjouan en la Unión de las Comoras como isla autónoma, se creó la Autoridad Financiera Offshore de Anjouan para promover la isla como paraíso fiscal para atraer capital extranjero.
En 2005 se aprobaron nuevas leyes y se anularon todas las licencias bancarias expedidas allí antes de esa fecha. Las que pudieron demostrar la debida diligencia fueron restablecidas por la recién reorganizada Autoridad Financiera Offshore, monopolizada por Anjouan Corporate Services Limited desde 2003, que ha reclamado la autoridad como agente registrado para todas las Sociedades Comerciales Internacionales y la emisión de licencias bancarias en la isla desde ese momento y autorizada directamente por la Asamblea Legislativa de Anjouan. 
La empresa que reclama la venta de licencias antes de 2003 fue demandada en el Tribunal Superior de Londres en nombre del Gobierno de Anjouan y perdió, El Tribunal Superior de Justicia de Londres confirmó después de ver toda la documentación legal que Anjouan Corporate Services Ltd, estaban legalmente autorizados a operar el negocio offshore, con el pleno consentimiento del Gobierno de Anjouan. Todas las licencias bancarias se emiten como una licencia bancaria de clase B y tienen plazos de un año, que son renovables siempre que no se haya presentado ninguna denuncia contra el banco por violación de las normas contra el blanqueo de capitales, el fraude o las leyes bancarias.

## Medio ambiente

### Flora y fauna
Anjouan alberga una gran diversidad de plantas, muchas de las cuales son comestibles. En la isla abundan la yuca, los plátanos, los mangos, la guanábana, los aguacates, las naranjas, el taro y la vainilla.
El autillo de Anjou es un búho poco común. El gavilán de Anjou es una subespecie posiblemente extinta del azor de Frances. Los lémures son comunes en las regiones montañosas de la isla. Dos especies de lagartos, Flexiseps johannae y Paroedura sanctijohannis, llevan el nombre de la isla y se encuentran en ella y en otros lugares de las Comoras.

### Área importante para las aves

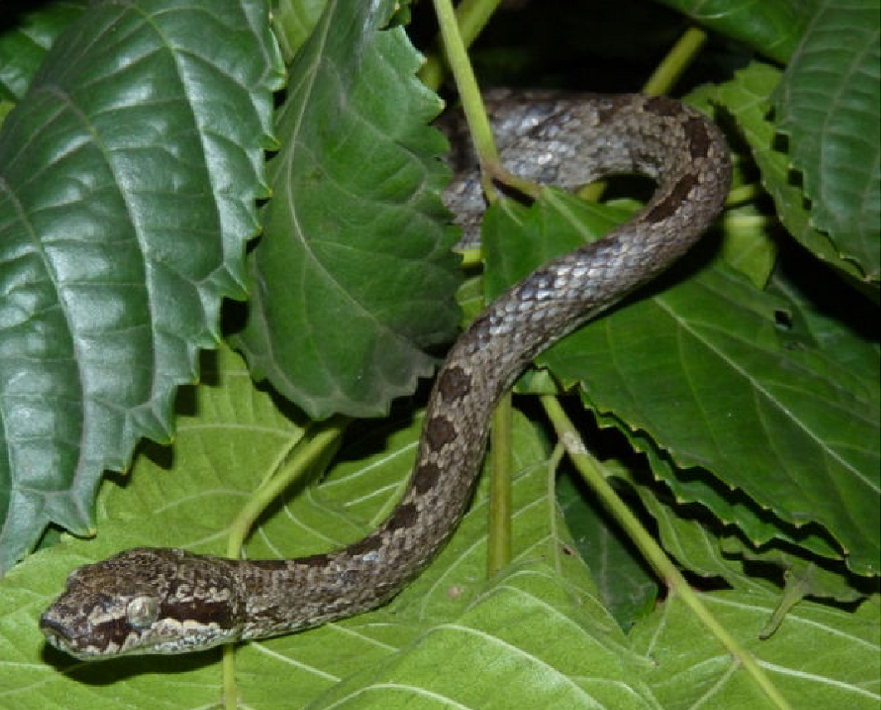
Serpiente Lycodryas maculatus en Anjouan, especie endémica de las Islas Comoras

BirdLife International ha designado una zona de importancia para las aves (IBA) de 6.850 hectáreas que abarca las tierras altas de la isla, ya que alberga poblaciones de palomas aceiteras de Comoro, palomas azules de Comoro, autillos de Anjou, aguiluchos malgaches, currucas de Madagascar, zorzales de Comoro, pájaros de sol de Anjou y fodies de cabeza roja.

### Amenazas
Una de las principales amenazas para el medio ambiente terrestre en la actualidad es la deforestación: el 80% de los bosques fueron talados entre 1995 y 2014 y la mayoría de los ríos se han secado. Esto provoca la desaparición de especies silvestres, pero también el debilitamiento del suelo (creando desprendimientos y corrimientos de tierra durante las fuertes lluvias), así como una menor retención de agua en el suelo, creando preocupantes sequías.
La principal amenaza para el medio ambiente marino es la contaminación, ya que la gran mayoría de los residuos (tanto domésticos como industriales) acaban en el mar, que luego se vierten y acumulan en las playas, bloqueando cualquier posibilidad de desarrollo turístico y aumentando el riesgo de enfermedades debido a las condiciones insalubres.

## Cultura
Anjouan es conocido por el uso del Shiromani, una prenda de vestir similar a una sábana que las mujeres envuelven alrededor de su cuerpo. El Shiromani suele ser de color rojo, que expresa el color de la isla de Anjouan.